# Киске Өфө
Киске Өфө (башк. Киске Өфө; Вечірня Уфа) — суспільно-політична та літературно-художня щотижнева газета, що видається в Уфі башкирською мовою.

## Історія
Газета заснована у 2002 році. Засновником виступила адміністрація міського округу міста Уфа.

## Редакція
Редакція газети розташована в місті Уфі на вулиці Революційній, будинок 167/1.
Газета публікує матеріали про різні аспекти життя в Уфі і Башкортостані, етнографічні матеріали про башкирах, статті на морально-етичні та релігійні теми.
Тираж «Киске Өфө» станом на 2012 рік становив 7 тисяч примірників.
Головним редактором з дня заснування газети є Гульфія Гареївна Янбаєва.

## Рубрики
У «Киске Өфө» регулярно виходять наступні рубрики:
- В столиці (башк. Баш йортта)
- Натяк (башк. Ишара)
- Правила буття (башк. Йәшәйеш ҡағиҙәһе)
- Азарт (башк. Ҡомар)
- Відкрий свої витоки (башк. Тарихыңды таныт)